# بخشايش
بخشايش (بالفارسية: بخشایش) هي مدينة تقع في محافظة أذربيجان الشرقية، إيران في البلدة المركزية. يقدر عدد سكانها بـ 5,752 نسمة .